# Smilax cyclophylla
Smilax cyclophylla är en enhjärtbladig växtart som beskrevs av Otto Warburg. Smilax cyclophylla ingår i släktet Smilax och familjen Smilacaceae. Inga underarter finns listade.